# Graham Beighton
Graham Beighton (sinh ngày 1 tháng 7 năm 1939) là một cựu cầu thủ bóng đá người Anh thi đấu ở vị trí thủ môn. Ông ra sân tại English Football League với Stockport County và Wrexham.